# Mistrzostwa Świata w Piłce Nożnej 2014 (eliminacje strefy AFC)/Grupa 5

## Grupa
| Lp. | Drużyna   | M | Mecze | Mecze | Mecze | Bramki | Bramki | Bramki | Pkt |
| Lp. | Drużyna   | M | W     | R     | P     | +      | −      | +/−    | Pkt |
| --- | --------- | - | ----- | ----- | ----- | ------ | ------ | ------ | --- |
| 1.  | Iran      | 6 | 4     | 2     | 0     | 17     | 5      | +12    | 14  |
| 2.  | Katar     | 6 | 2     | 4     | 0     | 10     | 5      | +5     | 10  |
| 3.  | Bahrajn   | 6 | 2     | 3     | 1     | 13     | 7      | +6     | 9   |
| 4.  | Indonezja | 6 | 0     | 0     | 6     | 3      | 26     | −23    | 0   |

## Mecze
Czas:CET
| 2 września 2011 17:30 | Iran · Nekunam 53', 74' · Timotian 87' | 3:0(0:0) | Indonezja | Stadion Azadi, Teheran Widzów: 75 800 Sędzia: Masaaki Toma |
|                       |                                        |          |           |                                                            |

| 2 września 2011 19:00 | Bahrajn | 0:0(0:0) | Katar | Malab al-Bahrajn al-watani, Riffa Widzów: 6 tys. Sędzia: Mohamed Zarouni |
|                       |         |          |       |                                                                          |

| 6 września 2011 18:30 | Katar · Al-Sayed 56' | 1:1(0:0) | Iran · 46' Agili | Jassim Bin Hamad Stadium, Doha Widzów: 8125 Sędzia: Choi Myung-yong |
|                       |                      |          |                  |                                                                     |

| 6 września 2011 14:00 | Indonezja | 0:2(0:1) | Bahrajn · 45+1' Saeed · 71' Latif | Stadion Gelora Bung Karno, Dżakarta Widzów: 85 tys. Sędzia: Lee Min-hu |
|                       |           |          |                                   |                                                                        |

| 11 października 2011 18:00 | Iran · Hossejni 22' · Jabari 34' · Agili 42' · Tejmourjan 62' · Ansarifard 75' · Rezaei 83' | 6:0(3:0) | Bahrajn | Stadion Azadi, Teheran Widzów: 82 tys. Sędzia: Peter Green |
|                            |                                                                                             |          |         |                                                            |

| 11 października 2011 14:00 | Indonezja · Cristian Gonzalez 26', 35' | 2:3(2:2) | Katar · 14' Al-Sulaiti · 32' Ibrahim · 59' Razak | Stadion Gelora Bung Karno, Dżakarta Widzów: 28 tys. Sędzia: Abdul Malik Bashir |
|                            |                                        |          |                                                  |                                                                                |

| 11 listopada 2011 17:00 | Katar · Razak 30' · Ibrahim 33' (k), 64' · Quintana 90+2' | 4:0(2:0) | Indonezja | Jassim Bin Hamad Stadium, Doha Widzów: 6500 Sędzia: Muhsen Basma |
|                         |                                                           |          |           |                                                                  |

| 11 listopada 2011 16:30 | Bahrajn · Mirza 45+1' | 1:1(1:0) | Iran · 90+3' Jabari | Malab al-Bahrajn al-watani, Riffa Widzów: 18 tys. Sędzia: Malik Abdul Bashir |
|                         |                       |          |                     |                                                                              |

| 15 listopada 2011 17:00 | Katar | 0:0(0:0) | Bahrajn | Jassim Bin Hamad Stadium, Doha Widzów: 6 tys. Sędzia: Yūichi Nishimura |
|                         |       |          |         |                                                                        |

| 15 listopada 2011 13:00 | Indonezja · Pamungkas 43' | 1:4(1:3) | Iran · 7' Meydavoudi · 19' Dżabbari · 24' Rezaei · 71' (k) Nekunam | Stadion Gelora Bung Karno, Dżakarta Widzów: 10 509 Sędzia: Tan Hai |
|                         |                           |          |                                                                    |                                                                    |

| 29 lutego 2012 14:30 | Iran · Dejagah 4' 50' | 2:2(1:1) | Katar · 9' (k) Ibrahim · 86' Kasoula | Stadion Azadi, Teheran Sędzia: Ravshan Irmatov |
|                      |                       |          |                                      |                                                |

| 29 lutego 2012 14:30 | Bahrajn · Latif 5' (k) 71' · Tayeb 15' 60' 65' · Rahman 34' (k) 41' · Fatadi 62' 82' 90+4' | 10:0(4:0) | Indonezja | Malab al-Bahrajn al-watani, Manama Sędzia: Andre El Haddad |
|                      |                                                                                            |           |           |                                                            |